# Expediția britanică pe Everest din 1924

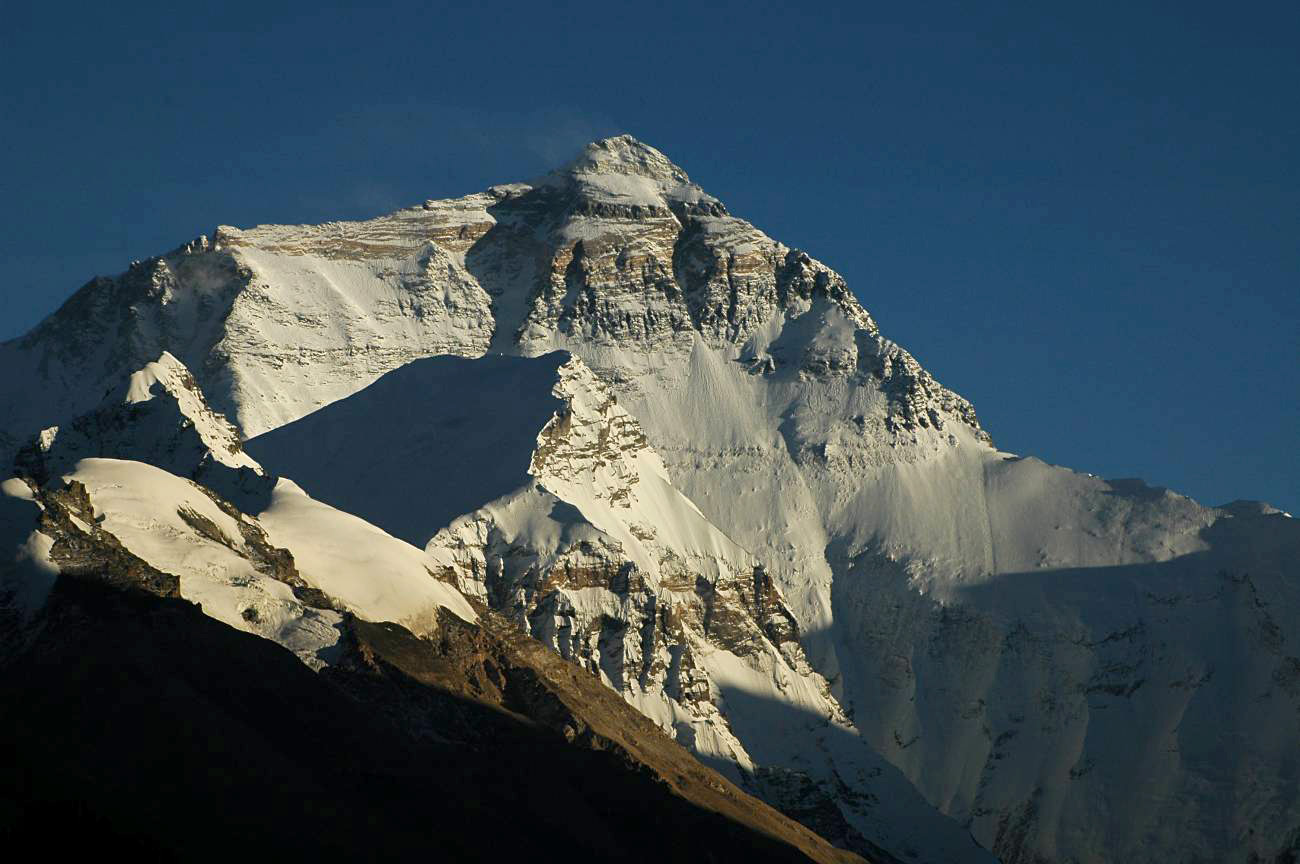
Fața nordică a Muntelui Everest

Expediția britanică pe Everest din 1924 a fost — după expediția britanică pe Everest din 1922 — a doua expediție care a avut ca obiectiv efectuarea primei ascensiuni pe vârful Muntelui Everest.:1 După două încercări în care Edward Norton a stabilit un record mondial de altitudine de 8.572 m,:11 alpiniștii George Mallory și Andrew „Sandy” Irvine au dispărut în cea de-a treia încercare de atingere a vârfului. Dispariția lor a dat naștere unei întrebări rămase mult timp fără răspuns dacă cei doi au reușit sau nu să urce în vârf.:1 Cadavrul lui Mallory a fost găsit în 1999 la altitudinea de 8.155 m, după ce alpinistul a căzut de pe o stâncă aflată mai sus, dar nu există dovezi concludente care să ateste că vârful a fost atins.

## Context și motivație
La începutul secolului al XX-lea, britanicii au participat în competițiile pentru a ajunge primii la Polul Nord și la Polul Sud, fără succes. Dorința de a restabili prestigiul național a iscat discuții cu privire la posibilitatea cuceririi celui „de-al treilea pol” – efectuarea primei ascensiuni pe cel mai înalt munte de pe Pământ.
Versantul sudic al muntelui, care putea fi escaladat din Nepal și este astăzi traseul standard de ascensiune, nu putea fi escaladat deoarece Nepalul era o „țară interzisă” pentru occidentali. Ascensiunea versantului nordic pune probleme politice complexe: guvernul Indiei Britanice trebuia să ceară insistent autorităților politice din Tibet conduse de Dalai Lama să permită efectuarea expediției britanice.
Un handicap major al tuturor expedițiilor pe versantul nordic al Muntelui Everest este perioada mică de timp între sfârșitul iernii și începutul ploilor musonice. Pentru a călători din orașul Darjeeling din nordul Indiei prin statul indian Sikkim până în Tibet era necesară străbaterea unor trecători înalte și pline de zăpadă pe la estul muntelui Kangchenjunga. Urma apoi un drum lung pe valea râului Arun până în valea Rongbuk din apropierea versantului nordic al muntelui Everest. Transportul era organizat cu cai, măgari, iaci și zeci de hamali locali. Expedițiile ajungeau la poalele Muntelui Everest la sfârșitul lunii aprilie și aveau timp până în luna iunie, înainte de începerea ploilor musonice, permițând doar șase până la opt săptămâni pentru acomodarea cu altitudinea, instalarea de tabere și ascensiunile montane.
O sarcină secundară a expediției a fost cercetarea zonei din jurul ghețarului West Rongbuk. Agenția guvernamentală britanică Survey of India a trimis un inginer topograf gurkha, care a fost ajutat în activitatea de ascensiune în zonele dificile pe care trebuia să le cerceteze.:149

## Pregătiri
Două expediții au precedat expediția din 1924. Prima a fost o expediție de explorare din 1921, condusă de Harold Raeburn, care a găsit un traseu posibil de-a lungul crestei de nord-est. Mai târziu, George Mallory a propus un traseu mai lung către șaua nordică, apoi de-a lungul crestei de nord până la creasta de nord-est și apoi către vârf. Acest traseu părea să fie cel mai simplu pentru a ajunge în vârf. După ce au descoperit accesul către baza șeii nordice prin ghețarul East Rongbuk, traseul complet a fost explorat și părea să fie o opțiune superioară. Mai multe încercări pe traseul propus de Mallory au avut loc în cursul expediției din 1922.
După această expediție, timpul insuficient pentru pregătire și lipsa de mijloace financiare a împiedicat o altă expediție în 1923. Mount Everest Committee a pierdut 700 de lire sterline în falimentul Alliance Bank of Simla. Așa că cea de-a treia expediție a fost amânată până în 1924.
Ca și cele două expediții anterioare, expediția din 1924 a fost, de asemenea, planificată, finanțată și organizată de membrii Royal Geographical Society și ai Alpine Club, cu o contribuție majoră a căpitanului John Noel, care a cumpărat toate drepturile fotografice. Mount Everest Committee, care a fost format în acest scop, a folosit strategii militare pentru organizarea expedițiilor, sub coordonarea unor ofițeri specializați.
O schimbare importantă a fost creșterea rolului hamalilor. Expediția din 1922 a recunoscut că mai mulți hamali erau capabili să ajungă la altitudini mari și să învețe rapid abilitățile necesare în alpinism. Schimbarea strategiei de alpinism care a crescut implicarea hamalilor a culminat într-un parteneriat egal al șerpașului Tenzing Norgay cu Edmund Hillary în prima ascensiune reușită pe Everest. Inversarea treptată în sistemul „Sahib – Hamal” de la primele expediții au condus în cele din urmă la o situație „profesionist – client” în care „hamalii” șerpași sunt alpiniști profesioniști foarte pricepuți și occidentalii clienți mai slab pregătiți.
La fel ca și expediția din 1922, expediția din 1924 a adus oxigen îmbuteliat pe munte. Echipamentul de oxigen a fost îmbunătățit în următorii doi ani, dar încă nu era foarte fiabil. Nu exista, de asemenea, nici un acord clar dacă trebuia utilizat oxigenul. A început o discuție care mai continuă încă și astăzi: există susținători ai argumentelor „sportive” că Everstul trebuie urcat „prin mijloace corecte”, fără echipamente tehnice care să reducă efectele altitudinii mari de la câteva mii de metri.

### Participanți
Expediția a fost condusă de conducătorul expediției din 1922, generalul Charles G. Bruce. El a fost responsabil cu gestionarea echipamentului și materialelor, cu angajarea hamalilor și cu alegerea traseului montan.
Alcătuirea echipei de alpiniști care să escaladeze Everestul nu a fost una ușoară. Ca o consecință a Primului Război Mondial, exista o lipsă de tineri puternici. George Mallory a făcut din nou parte din expediție, împreună cu Howard Somervell, Edward „Teddy” Norton și Geoffrey Bruce. George Ingle Finch, care stabilise recordul de altitudine în 1922, a fost propus ca membru, dar nu a mai fost inclus în cele din urmă pentru că era divorțat și a acceptat bani pentru a ține conferințe. El nu părea potrivit în ochii comisiei, în special al influentului secretar Arthur Hinks, care a făcut clar să se înțeleagă faptul că nu era acceptabil ca un australian să fie primul alpinist care urcă pe Everest; britanicii au vrut ca alpiniștii să fie un exemplu al spiritului britanic pentru a ridica moralul compatrioților. Mallory a refuzat să urce din nou fără Finch dar s-a răzgândit după ce a fost convins personal de familia regală britanică la solicitarea lui Hinks.
Noii membri ai echipei de alpiniști au fost Noel Odell, Bentley Beetham și John de Vars Hazard. Andrew „Sandy” Irvine, un student la inginerie pe care Odell îl cunoscuse într-o expediție în insula Spitsbergen, a fost selectat ca un așa-numit „experiment” pentru echipă, fiind un tânăr care urma să fie testat pe pantele Muntelui Everest. Datorită cunoștințelor sale tehnice și mecanice, Irvine a fost capabil să îmbunătățească capacitatea echipamentelor de oxigen prin reducerea greutății lor și a efectuat numeroase reparații ale echipamentelor folosite în expediție.
Participanții nu au fost selectați doar pentru abilitățile lor de alpiniști; statutul familiilor lor, experiența militară sau diplomele universitare au fost, de asemenea, factori care au influențat procesul de selecție. Experiența militară avea o mare importanță în conturarea imaginii publice a exploratorilor. Richard B. Graham, educat în mediul quakerilor (n. 1893) a fost, de asemenea, ales, dar a demisionat atunci când i s-a spus că unii membri ai echipei s-au opus escaladării muntelui împreună cu un bărbat care refuzase să lupte în război.[Bootham School Commemoration Scholarship Fund, 1879–1929, p. 24]
Întreaga expediție a fost formată – în afară de un număr mare de hamali – din următoarele persoane:
| Nume                    | Funcție                                      | Profesie                             |
| ----------------------- | -------------------------------------------- | ------------------------------------ |
| Charles G. Bruce        | conducătorul expediției                      | militar (ofițer, general de brigadă) |
| Edward F. Norton        | conducătorul adjunct al expediției, alpinist | militar (ofițer, locotenent-colonel) |
| George Mallory          | alpinist                                     | profesor                             |
| Bentley Beetham         | alpinist                                     | profesor                             |
| Geoffrey Bruce          | alpinist                                     | militar (ofițer, căpitan)            |
| John de Vars Hazard     | alpinist                                     | inginer                              |
| R.W.G. Hingston         | medic al expediției                          | medic și militar (ofițer, maior)     |
| Andrew Irvine           | alpinist                                     | student la inginerie                 |
| John B.L. Noel          | fotograf, operator de film                   | militar (ofițer)                     |
| Noel E. Odell           | alpinist                                     | geolog                               |
| E.O. Shebbeare          | responsabil cu transportul, interpret        | pădurar                              |
| Dr. T. Howard Somervell | alpinist                                     | medic                                |

## Călătoria

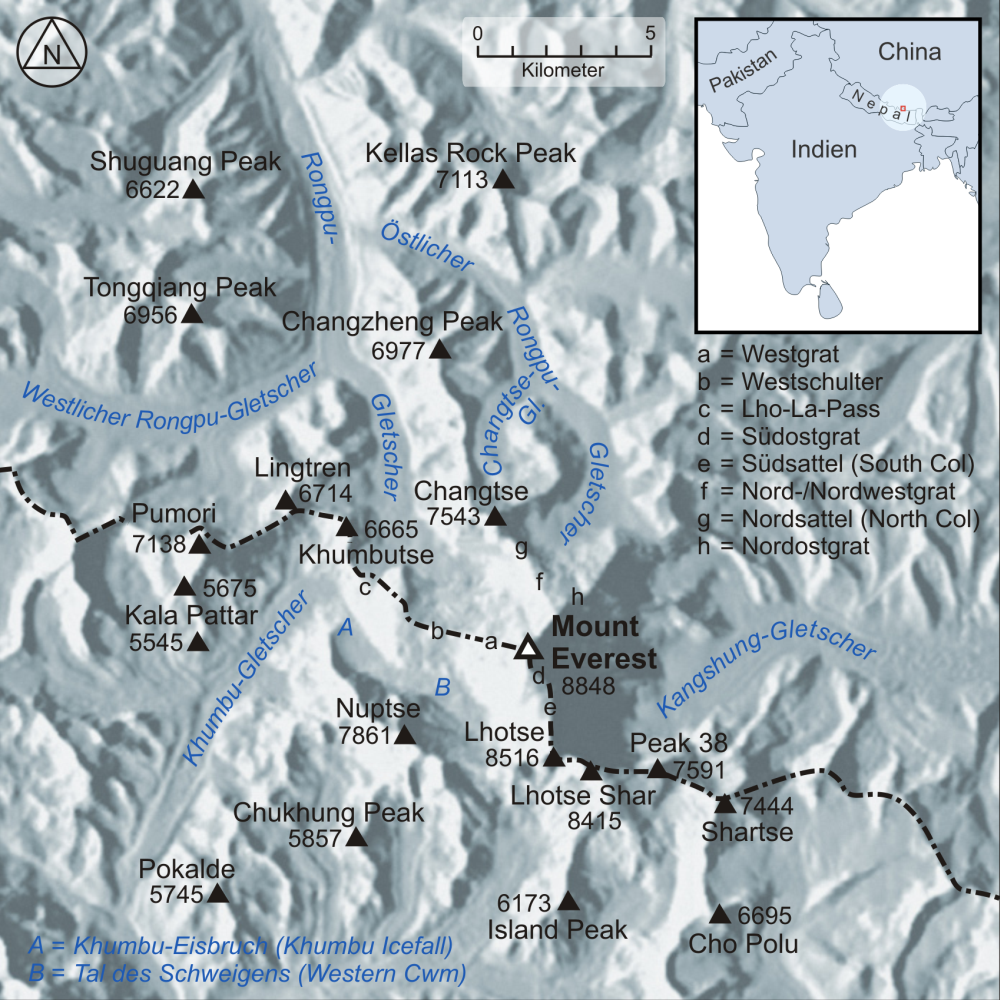
Harta Muntelui Everest

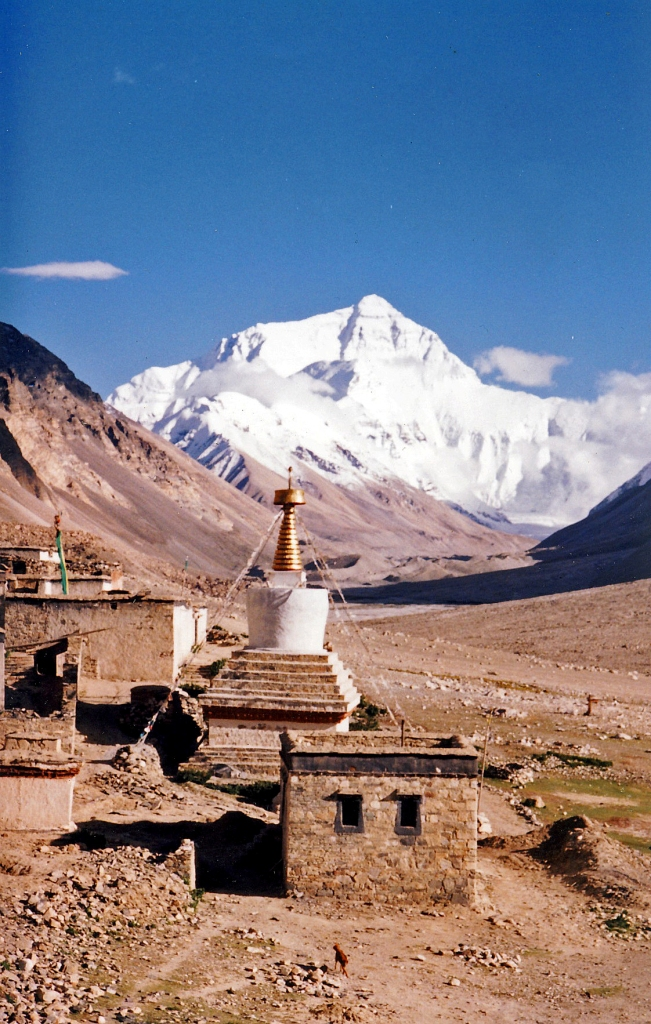
Rombuk Gompa, la capătul văii care se întindea până la versantul nordic al Muntelui Everest

La sfârșitul lunii februarie 1924, Charles și Geoffrey Bruce, Norton și Shebbeare au ajuns în Darjeeling, unde au selectat hamali din rândul tibetanilor și al șerpașilor. Ei i-au ales iarăși pe tibetanul Karma Paul ca translator și pe Gyalzen ca sardar (conducător al hamalilor) și au cumpărat materiale și produse alimentare. La sfârșitul lunii martie 1924 sosiseră deja toți membrii expediției și a început călătoria spre Muntele Everest. Au urmat același traseu ca și în expedițiile din 1921 și 1922. Pentru a evita supraîncărcarea dak bungalouri, ei au călătorit în două grupuri și au ajuns în regiunea Yatung la începutul lunii aprilie și în orașul Phari Dzong pe 5 aprilie. După negocieri cu autoritățile tibetane, partea principală a expediției a urmat binecunoscutul traseu către Kampa Dzong, în timp ce Charles Bruce și un grup mai mic au ales un traseu mai ușor. În această perioadă, Bruce s-a îmbolnăvit de malarie și a fost nevoit să renunțe la rolul de conducător în favoarea lui Norton. Pe 23 aprilie membrii expediției au ajuns în Shekar Dzong, iar cinci zile mai târziu a poposit la Mănăstirea Rongbuk, aflată la câțiva kilometri de tabăra de bază planificată. Lama de la Mănăstirea Rongbuk era bolnav și nu a putut vorbi cu exploratorii britanici și cu hamalii și nici nu a putut realiza ceremoniile budiste paja (invocarea lui Buda și binecuvântarea călătorilor). În ziua următoare membrii expediției au ajuns la locul taberei de bază de la capătul ghețarului din valea Rongbuk. Condițiile meteorologice erau bune pentru continuarea expediției, dar vremea era rece și căzuse zăpadă.

## Traseul de acces planificat
Ca urmare a faptului că Regatul Nepal interzicea accesul străinilor, expedițiile britanice care au avut loc înaintea celui de-al Doilea Război Mondial au putut avea acces doar pe versantul nordic al muntelui. În 1921 Mallory a analizat un traseu posibil de pe șaua nordică către vârf. Acest traseu urmează ghețarul East Rongbuk până pe șaua nordică. De acolo, crestele bătute de vânt (creasta de nord și creasta de nord-est) păreau să ofere un traseu practic către vârf. Pe Creasta de nord-est există un obstacol important care blochează traseul sub forma unei stânci abrupte numită A Doua Treaptă la altitudinea de 8.605 metri (28.230 ft), al cărei grad de dificultate nu era cunoscut în 1924. A Doua Treaptă este o stâncă tare abruptă cu o înălțime totală de 30 m. Partea cea mai grea este o stâncă de 5 m, care a fost escaladată pentru prima dată de chinezi în 1960. Începând din 1975 a fost amplasată acolo o scară. După acel punct, traseul către vârf continuă cu o pantă înzăpezită abruptă (cu înclinația de 45 de grade), „câmpul de zăpadă triunghiular” cu forma unui vârf de piramidă, până în creasta vârfului.
Primii oameni care au călătorit pe acest traseu până în vârf au fost chinezii în 1960, de-a lungul crestei de nord-est. Britanicii au făcut primele încercări de ascensiune pe această creastă în anul 1922, traversând fața nordică gigantică spre Marele Culoar denumit ulterior „Culoarul Norton”, urcând de-a lungul marginii culoarului și încercând apoi să ajungă în vârful piramidei. Acest traseu nu a fost escaladat cu succes până când Reinhold Messner a reușit ascensiunea sa singuratică în 1980. Traseul exact al ascensiunii lui Mallory și Irvine nu este cunoscut. Ei au folosit fie traseul natural Norton/Harris, traversând în diagonală prin marginile Bandei Galbene către creasta de nord-est, fie, eventual, urmând creasta de nord către creasta de nord-est. Nu se știe dacă vreunul dintre ei a ajuns în vârf. Traversarea diagonală a feței nordice pentru a escalada A Doua Treaptă de pe Culoarul Mare (Norton) era o alternativă potențială a traseului către creastă, dar este foarte rar folosită.

## Instalarea taberelor
Pozițiile taberelor înalte au fost planificate înainte de începerea expediției. Tabăra I (5.400 m) a fost instalată ca o tabără intermediară în zona de pătrundere a ghețarului East Rongbuk în valea principală. Tabăra II (aproximativ 6.000 m) a fost instalată ca o altă tabără intermediară, la jumătatea drumului până la Tabăra III (tabăra de bază avansată, 6.400 m), la aproximativ 1 km de pantele înghețate care duceau spre șaia nordică.
Proviziile au fost transportate de aproximativ 150 de hamali de la tabăra de bază până la tabăra de bază avansată. Hamalii au fost plătiți cu aproximativ 1 shilling pe zi. La sfârșitul lunii aprilie ei au instalat corturile și echipamentele taberei, activitate care a fost încheiată în prima săptămână a lunii mai.
Încercările de ascensiune au fost întârziate din cauza unei furtuni de zăpadă. Pe 15 mai membrii expediției au primit binecuvântările trimise de lama de la Mănăstirea Rongbuk. Cum vremea începea să se îmbunătățească, Norton, Mallory, Somervell și Odell au sosit pe 19 mai la Tabăra III. O zi mai târziu, ei au început să instaleze corzi fixe pe pantele înghețate care duceau la șaua nordică. Au ridicat Tabăra IV pe 21 mai, la o altitudine de 7.000 de metri.
Încă o dată, condițiile meteorologice s-au înrăutățit. John de Vars Hazard a rămas în Tabăra IV de pe șaua nordică cu 12 hamali și puține alimente. În cele din urmă, Hazard a reușit să coboare, fiind însoțit doar de 8 hamali. Ceilalți 4 hamali, care se îmbolnăviseră, au fost salvați de Norton, Mallory și Somervell în urma unei operațiuni foarte riscante. Întreaga expediție s-a întors în Tabăra I. Acolo, 15 hamali care dovediseră că sunt puternici și se pricepeau să escaladeze munții au fost aleși ca însoțitori, fiind porecliți „tigri”.

## Încercările de atingere a vârfului
Prima încercare a fost programată pentru Mallory și Bruce, și după aceea Somervell și Norton erau următorii care aveau o șansă. Odell și Irvine aveau sarcina de a sprijini echipele de ascensiune de la Tabăra IV de pe șaua nordică, în timp ce Hazard trebuia să rămână la Tabăra III. Echipele de sprijin formau, de asemenea, echipe de rezervă pentru o a treia încercare. Prima și a doua încercare au fost efectuate fără folosirea oxigenului îmbuteliat.

### Prima încercare: Mallory și Bruce
La 1 iunie 1924 Mallory și Bruce au început prima încercare de ascensiune de pe șaua nordică, susținuți de 9 hamali „tigri”. Tabăra IV era situată într-un spațiu relativ protejat la aproximativ 50 de metri sub nivelul marginii șeii nordice; când au părăsit adăpostul zidurilor de gheață au fost expuși vânturilor înghețate aspre care biciuiau șaua nordică. Înainte de a putea instala Tabăra V la altitudinea de 7.700 metri, 4 hamali și-au abandonat încărcăturile și s-au întors. În timp ce Mallory ridica bețele pentru corturi, Bruce și un hamal au recuperat încărcăturile abandonate. A doua zi trei hamali au refuzat să urce mai sus, iar încercarea de ascensiune a fost anulată fără a mai putea fi instalată Tabăra VI, care fusese planificată la altitudinea de 8.170 metri. La jumătatea drumului către Tabăra IV, prima echipă de ascensiune i-a întâlnit pe Norton și Somervell care abia începuseră ascensiunea.

### A doua încercare: Norton și Somervell
Norton și Somervell au început a doua încercare pe 2 iunie, cu sprijinul a 6 hamali. Au fost uimiți când i-au văzut pe Mallory și Bruce coborând atât de devreme și s-au întrebat dacă hamalii lor vor refuza și ei să urce dincolo de Tabăra V. Această teamă s-a adeverit parțial când 2 hamali au fost trimiși „acasă” în Tabăra IV, dar ceilalți 4 hamali și cei 2 alpiniști englezi au petrecut noaptea în Tabăra V. În ziua următoare trei hamali au cărat materialele pentru instalarea Taberei VI la 8.170 metri într-o mică nișă. Hamalii au fost apoi trimiși înapoi în tabăra IV de pe șaua nordică.
Pe 4 iunie Norton și Somervell au început ascensiunea la ora 6:40 am, mai târziu decât era planificat inițial. O sticlă de apă care s-a vărsat a provocat întârzierea și a trebuit să fie topită o nouă cantitate de zăpadă. Dar litrul de apă pe care fiecare om l-a luat a fost complet inadecvat pentru ascensiune, aceasta fiind o deficiență cronică a ascensiunilor anterioare celui de-al Doilea Război Mondial. Vremea era ideală. După ce au urcat pe creasta nordică mai mult de 200 metri, au decis să traverseze Fața de Nord în diagonală, dar, nerespirând o cantitate suplimentară de oxigen, presiunea scăzută i-a obligat să se oprească frecvent pentru a se odihni.
În jurul orei 12 Somervell nu mai era în stare să urce mai sus. Norton a continuat singur și s-a îndreptat către culoarul adânc care ducea la baza estică a piramidei vârfului. Acest culoar a fost numit „Culoarul Norton” sau „Culoarul Mare”. În timpul acestei ascensiuni solitare, Somervell a făcut una dintre cele mai remarcabile fotografii din istoria alpinismului. Fotografia îl arată pe Norton aproape de punctul său cel mai înalt de 8.570 de metri, unde a încercat să urce pe un teren abrupt și înghețat, cu niște pete de zăpadă proaspătă. Această altitudine a constituit un record mondial confirmat de altitudine care a fost depășit abia după încă 28 de ani, în cursul Expediției elvețiene pe Everest din 1952, când Raymond Lambert și Tenzing Norgay au atins altitudinea de 8.611 metri pe versantul sudic al Everestului.
Culmea se afla la mai puțin de 280 m deasupra lui Norton, atunci când el a decis să se întoarcă din cauza creșterii dificultății terenului, a timpului insuficient pe care îl mai avea la dispoziție și a îndoielilor privind propria putere. El i s-a alăturat lui Somervell la ora 14:00 și au coborât împreună. La scurt timp după ce echipa s-a reunit, Sommervell a scăpat accidental pioletul, care a căzut de pe fața nordică și nu s-a mai văzut.:113
În timp ce îl urma pe Norton, Somervell a suferit un blocaj sever al gâtului și s-a așezat jos, așteptându-și moartea. Într-o ultimă încercare disperată și-a comprimat plămânii cu brațele și dintr-o dată gâtul i s-a deblocat – ceea ce el a descris ca fiind asemănătoare cu strângerea gâtului. El l-a urmat apoi pe Norton, care avea deja un avans de 30 de minute, fără a ști de pericolul care a amenințat viața partenerului său.
Sub Tabăra V s-a întunecat deja, dar ei au reușit să ajungă în Tabăra IV la ora 9:30 pm, folosind „torțe electrice” (lanterne).:115 Mallory le-a oferit butelii de oxigen (semn al faptului că a înțeles importanța oxigenului), dar prima lor dorință a fost să bea apă. În timpul nopții, Mallory a discutat planul său cu liderul expediției, Norton, și a decis să facă o ultimă încercare cu Andrew Irvine și să folosească oxigenul îmbuteliat.
În acea noapte, Norton a simțit o durere severă la ambii ochi. Dimineață, el a fost complet orbit de zăpadă și a rămas orbit timp de șaizeci de ore. Norton a rămas în Tabăra IV pe 5 iunie, pentru că el cunoștea cel mai bine limba nepaleză și a ajutat la coordonarea hamalilor din cortul lui.:117 Pe 6 iunie Norton a fost transportat la Tabăra III (Tabăra de bază avansată) de către un grup de șase hamali care l-au cărat pe rând.:119 În filmul The Epic of Everest Norton este văzut cărat de unul din hamali în Tabăra III.:01:07:29

### A treia încercare: Mallory și Irvine
Atunci când Somervell și Norton și-au început ascensiunea, Mallory și Bruce au coborât până la Tabăra III (ABC) și s-au întors la Tabăra IV (de pe șaua nordică) cu oxigen.
Pe 5 iunie Mallory și Irvine se aflau în Tabăra IV. Mallory a vorbit cu Norton despre alegerea lui Sandy Irvine ca partener de cățărare. Din moment ce Norton era conducătorul expediției, după îmbolnăvirea lui Bruce, iar Mallory era alpinistul șef, el a decis să nu conteste planul lui Mallory, în ciuda lipsei de experiență a lui Irvine în ascensiunile la mare altitudine. Irvine nu a fost ales pentru calitățile sale de alpinist, ci mai degrabă datorită abilităților practice în folosirea echipamentelor cu oxigen. Mallory și Irvine deveniseră repede prieteni, deoarece au petrecuseră mult timp împreună la bordul navei care i-a dus în India, iar Mallory îl considera pe arătosul tânăr de 22 de ani ca fiind „puternic ca un taur”.
Pe 6 iunie Mallory și Irvine au plecat spre Tabăra V la ora 8:40 am cu opt hamali.:125 Ei au cărat aparatele modificate pentru pomparea oxigenului cu doi cilindri, precum și rațiile de alimente zilnice. Încărcătura lor avea o greutate de 11 kg fiecare. Odell le-a făcut o fotografie, care a devenit ultima fotografie în care cei doi alpiniști erau în viață. Filmul The Epic of Everest surprinde un moment din acea zi în care cei zece membri ai grupului se deplasează pe creastă, dar fiind filmată de la o distanță de peste trei kilometri pot fi văzute doar figuri minuscule. În aceeași seară, la scurt timp după ora 17:00, patru hamali s-au întors din Tabăra V cu o notă în care Mallory spunea: „Aici nu este vânt, iar situația ne dă speranțe”.:125

Pe 7 iunie Odell și hamalul Nema au mers în Tabăra V pentru a susține echipa.:125 Pe drumul către Tabăra V, Odell a recuperat o butelie de oxigen pe care Irvine o abandonase pe creastă, doar pentru a descoperi că îi lipsea    piesa care se introducea în gură.:126 Odell a transportat-o până la Tabăra V în speranța că va găsi acolo o piesă în plus, dar nu a găsit.:126 La scurt timp după ce Odell a ajuns în Tabăra V, ceilalți patru hamali care-i însoțiseră pe Mallory și Irvine s-au întors din Tabăra VI. Hamalii i-au înmânat lui Odell următorul mesaj:
Dragă Odell,---
Ne pare teribil de rău că am lăsat lucrurile într-o astfel de dezordine - soba portabilă s-a rostogolit jos pe pantă în ultimul moment. Fii sigur că vom reveni mâine în Tabăra IV la timp pentru a pleca înainte de a se întuneca, așa sper. În cort cred că am lăsat o busolă – salveaz-o, pentru numele lui Dumnezeu: noi nu mai avem. Aici avem 90 de atmosfere pentru două zile – așa că vom folosi probabil doi cilindri – dar este o încărcătură cruntă pentru cățărare. Vreme perfectă pentru treabă! 
Al tău pentru totdeauna,
G Mallory:126
Într-un alt mesaj adus de hamali scria:
Dragă Noel,
Vom începe probabil mâine devreme (ora 8) pentru a avea o vreme senină. Nu va fi prea devreme să începeți să ne căutați cu privirea, fie traversând grupul de stânci pe sub piramidă, fie urcând spre orizont la ora 8.0 p.m.
Al tău pentru totdeauna
G Mallory
(Mallory a vrut să spună 8 a.m., nu 8 p.m.) Mallory s-a adresat alpiniștilor cu numele lor de familie: astfel, scrisoarea lui către Odell începe cu „Dragă Odell” (prenumele lui Odell este Noel), în timp ce scrisoarea către John Noel începe cu „Dragă Noel”.:126 Nema s-a îmbolnăvit și Odell a renunțat la serviciile lui, iar ceilalți patru hamali s-au întors la Tabăra IV cu o scrisoare către Hazzard.
John Noel primit scrisoarea și-a înțeles greșeala între „p.m.” și „a.m.”. El a știut, de asemenea, locul la care se referea Mallory, deoarece el și cu Mallory discutaseră anterior, iar „orizontul” și „grupul de stânci” puteau fi văzute în același timp prin obiectivul aparatului de fotografiat.:1:11:53
Pe 8 iunie John Noel și doi hamali erau la punctul de belvedere pentru a lua fotografii ale muntelui de la nivelul Taberei III (Tabăra de bază avansată) la ora 8 dimineața în căutarea alpiniștilor. Ei s-au uitat prin telescop, iar dacă ar fi văzut ceva Noel ar fi aparatul foto pentru a fotografia, el fiind deja orientat în direcția deja convenită. Ei nu au văzut nici o pată și au putut observa vârful muntelui până la ora 10 a.m. atunci când norii le-au blocat vederea.
În dimineața zilei de 8 iunie, Odell s-a trezit la ora 6:00 dimineața, raportând că noaptea fusese în mare parte lipsită de vânt și că a dormit bine.:128 La ora 8:00 a.m. Odell a început ascensiunea spre Tabăra VI pentru a face studii geologice și a-i sprijini pe Mallory și Irvine. Muntele era cuprins de creață, astfel încât nu putea observa clar creasta de nord-est de-a lungul căreia Mallory și Irvine intenționau să urce. La 7.900 m a urcat peste un mic afloriment. La ora 12:50 ceața s-a ridicat brusc. Odell a notat în jurnalul său: „i-am văzut pe M și I pe creastă, apropiindu-se de baza piramidei finale”. Într-o primă afirmație din 5 iulie către The Times el a clarificat această notație. Odell era încântat de faptul că a găsit primele fosile pe Everest atunci când s-a limpezit cerul și a văzut creasta de sus și piramida din vârful Everestului. Ochii lui au surprins un punct negru minuscul care se deplasa pe o mică creastă de zăpadă sub o treaptă de stâncă de pe creastă. Un al doilea punct negru se îndrepta către primul. Primul punct a ajuns pe creastă. Nu era sigur dacă și al doilea punct a reușit să ajungă acolo.
Opinia inițială a lui Odell era că cei doi alpiniști au ajuns la baza celei de-a Doua Trepte. El era îngrijorat că Mallory și Irvine păreau să aibă o întârziere de cinci ore față de programul lor. După ce i-a văzut, Odell și-a continuat drumul spre Tabăra VI unde a găsit cortul într-o dezordine haotică. La ora 2 p.m. a început o puternică furtună de zăpadă. Odell a mers afară în furtună, în speranța de a-i observa pe cei doi alpiniști despre care credea că ar fi trebuit să coboare. El a fluierat și a strigat, în speranța de a-i îndruma către cort, dar a renunțat din cauza frigului intens. Odell s-a refugiat în Tabăra VI până când vijelia s-a încheiat la ora 4 p.m. Apoi a cercetat muntele cu privirea, dar nu i-a văzut pe Mallory și Irvine.
Deoarece în singurul cort din Tabăra VI nu puteau dormi decât două persoane, Mallory îl sfătuise anterior pe Odell să părăsească Tabăra VI și să se întoarcă în Tabăra IV de pe șaua nordică. Odell a părăsit Tabăra VI la ora 16:30 și a sosit la Tabăra IV la 18:45. Cum nimeni nu primise niciun semn de la Mallory și Irvine atunci sau în ziua următoare, Odell a urcat din nou pe munte împreună cu doi hamali. În jurul orei 3:30 p.m., ei au ajuns la Tabăra V și au rămas acolo peste noapte. A doua zi, Odell a plecat din nou singur spre Tabăra VI, pe care a găsit-o neschimbată. A urcat apoi până la aproximativ 8.200 m, dar nu a putut vedea nici o urmă a celor doi alpiniști dispăruți. În Tabăra VI a lăsat 6 pături într-o cruce făcută pe zăpadă, care a fost semnalul pentru „Nu poate fi găsită nicio urmă. Nu mai am speranțe. Aștept ordine” către tabăra de bază avansată. Odell a coborât la Tabăra IV. În dimineața zilei de 11 iunie membrii expediției au început să părăsească muntele, coborând pantele înghețate ale șeii nordice pentru a încheia expediția. Cinci zile mai târziu și-au luat rămas bun de la călugării Mănăstirii Rongbuk.

## După expediție
Participanții la expediție au ridicat un stâlp de pietre memorial în onoarea bărbaților care au murit în anii 1920 pe Muntele Everest. Mallory și Irvine au devenit eroi naționali. Magdalene College, unul dintre colegii constitutive ale Universității din Cambridge, unde a studiat Mallory, a amplasat o placă memorială, iar una dintre curțile sale interioare a fost redenumită curtea Mallory. Universitatea din Oxford, unde a studiat Irvine, a amplasat și ea o placă memorială. În Catedrala Saint Paul din Londra a avut loc o ceremonie fuebră, la care au participat regele George al V-lea și alți demnitari, precum și familiile și prietenii alpiniștilor dispăruți.
Filmul oficial al expediției The Epic of Everest, produs de John Noel, a provocat o controversă diplomatică cunoscută mai târziu ca Scandalul Călugărilor Dansatori. Un grup de călugări a fost adus în mod clandestin din Tibet pentru a interpreta un număr de muzică și dans înainte de fiecare difuzare a filmului. Acest gest a ofensat autoritățile tibetane. Din această cauză, precum și a diferitelor activități neautorizate desfășurate în timpul expediției, Dalai Lama nu a permis accesul altor expediții până în 1933.

### Locul unde Odell i-a văzut pe Mallory și Irvine
Comunitatea alpiniștilor pe Everest a început să conteste locul în care Odell a pretins că i-a văzut pe cei doi alpiniști. Mulți au crezut că A Doua Treaptă, chiar dacă nu era de neurcat, nu putea fi escaladată în cinci minute așa cum Odell spune că l-a văzut pe unul din cei doi. Ținând cont de această poziție, Odell și Norton au crezut că Mallory și Irvine au ajuns în vârf, iar Odell a susținut această credință în articolele publicate în ziare după expediție. Raportul expediției i-a fost prezentat lui Martin Conway, un poerminent politician și alpinist, care și-a exprimat opinia că vârful a fost atins. Opinia lui Conway s-a bazat pe poziția în care alpiniștii ar fi fost văzuți pe munte și pe abilitățile excepționale de alpinist ale lui Mallor.
Sub presiunea socială a comunității alpiniștilor, Odell și-a schimbat poziția în mai multe rânduri cu privire la locul unde a văzut două puncte negre. Majoritatea alpiniștilor cred că el i-a văzut probabil pe cei doi urcând Prima Treaptă. În raportul expediției el a scris că alpiniștii erau pe A Doua Treaptă chiar sub vârful piramidei, indicând celebra și mai dificila A Doua Treaptă. Relatarea lui Odell cu privire la starea vremii a variat, de asemenea. La început, el a spus că a putut vedea toată creasta și vârful. Mai târziu, el a spus că doar o parte a crestei nu se afla în ceață. După vizualizarea fotografiilor din expediția din 1933, Odell a declarat din nou că el ar fi văzut doi alpiniști pe A Doua Treaptă. Cu puțin timp înainte de moartea sa, în 1987, el a recunoscut că începând din 1924 nu a prezentat niciodată clar locația exactă de-a lungul crestei de nord-est, unde a văzut punctele negre.
O teorie recentă sugerează cei doi alpiniști urcau Prima Treaptă atunci când au fost văzuți, după care au renunțat să mai urce și se aflau deja în coborâre. Au urcat pe mica movilă pentru a fotografia restul traseului, așa cum au făcut francezii în 1981, când nu au mai putut face progrese. În ceea ce privește treapta la care au fost văzuți, Conrad Anker a declarat că „e greu de spus pentru că Odell se uita oblic ... era la altitudine, norii veneau”, dar că el crede că „ei erau, probabil, în apropierea Primei Trepte atunci când s-au întors înapoi, pentru că Prima Treaptă este foarte dificilă, iar A Doua Treaptă este chiar mai dificilă.... Ținând cont de locul posibil unde ar fi putea cădea în acea seară și unde se odihnește corpul lui Mallory, pentru că e un traseu oblic, el nu putea să fi căzut de pe Prima sau de pe a Doua Treaptă și să fi ajuns unde era, deoarece ei erau către est pe acea Bandă Galbenă descendentă”.

### Concluzii
| Linia verde | Traseul normal, în principal traseul lui Mallory din 1924, cu taberele de la 7.700 și 8.300 m, tabăra actuală de la 8.300 m este un pic mai la vest (2 triunghiuri) |
| Linia roșie | Culoarul Mare sau Culoarul Norton |
| †1          | Locul unde a fost găsit corpul lui Mallory în 1999 |
| ?           | A Doua Treaptă, cu baza la 8.605 m și o înălțime de cca. 30 m, dificultate 5.9 sau 5.10                                                                             |
| a)          | Locul de la altitudinea de cca. 8.325 m, care a fost locul cel mai înalt în care a ajuns George Ingle Finch în 1922                                                 |
| b)          | Locul de la altitudinea de 8.572 m la marginea vestică a culoarului unde Edward Felix Norton a ajuns în 1924, fără oxigen                                           |

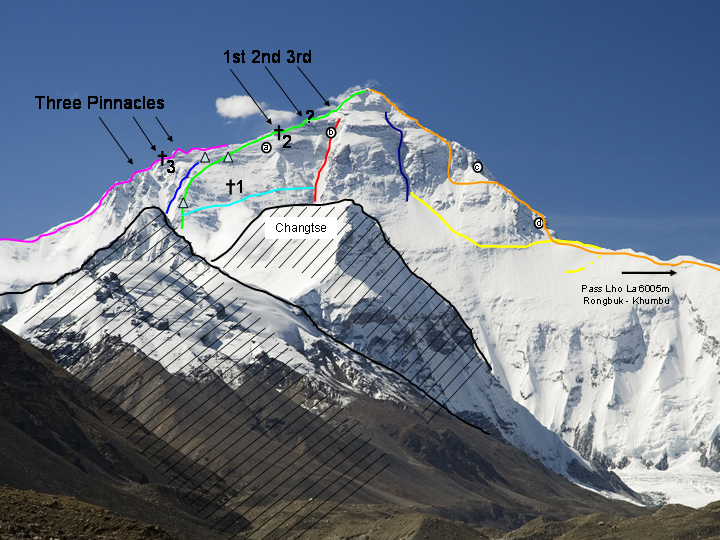
Fața nordică a Muntelui Everest, trasee și puncte importante

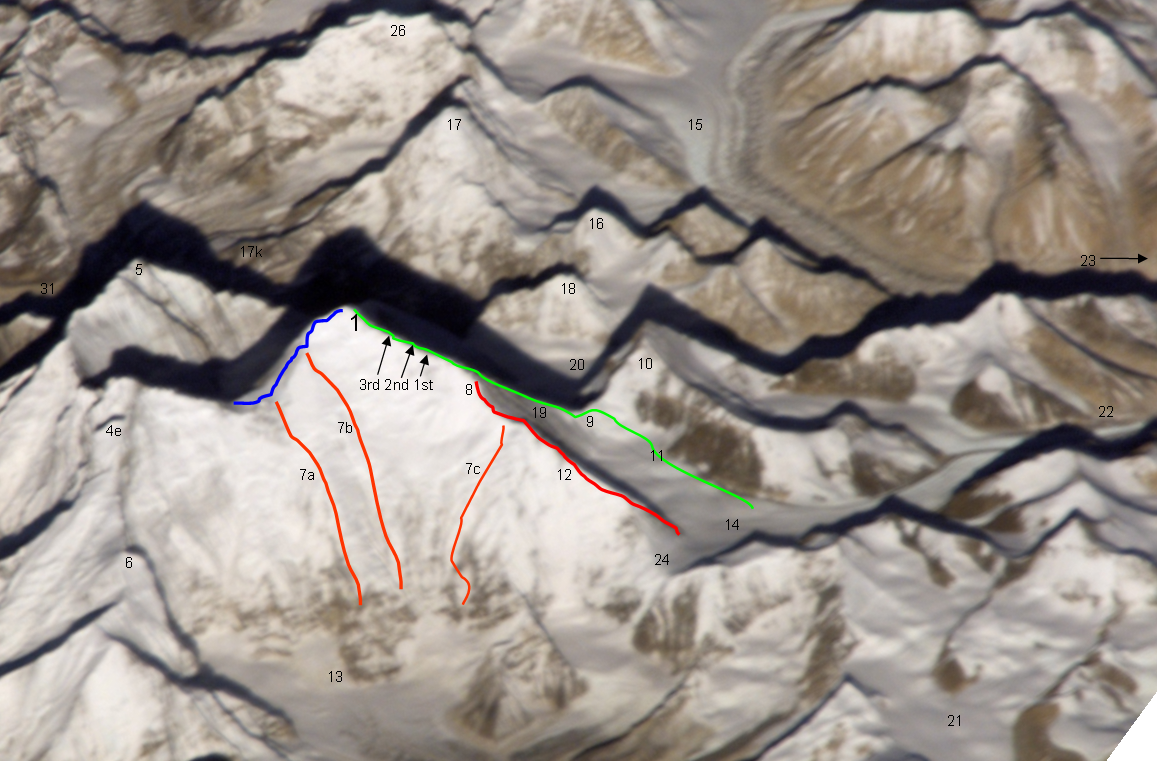
Fața Kangshung a muntelui Everest, văzută dinspre est. Traseul tipic de pe versantul nordic, care este în mare parte identic cu traseul pe care au urcat Mallory și Irvine, este marcat cu verde.

Odell a descoperit prima dovadă cu privire la desfășurarea ascenlesiunii lui Mallory și Irvine printre echipamentele din tabere V și VI. În afară de busola lui Mallory, care era, în mod normal, o componentă esențială a activității de alpinism, el a descoperit niște butelii de oxigen și piese de schimb. Această situație sugerează posibilitatea existenței unei probleme cu echipamentul de oxigen care ar putut cauza plecarea cu întârziere în acea dimineață. O lampă electrică cu generator manual a rămas, de asemenea, în cort; ea era încă în stare de funcționare atunci când a fost găsită de expediția Ruttledge care a avut loc nouă ani mai târziu.
În timpul expediției britanice pe Everest din 1933, Percy Wyn-Harris a găsit pioletul lui Irvine la aproximativ 230 metri est de Prima Treaptă și la 20 de metri sub creastă. Această poziție ridică întrebări suplimentare. Zona se află pe o lespede de piatră cu înclinația de 30 de grade, cu multe pietricele vrac, potrivit lui Wyn-Harris. Liderul expeditiei Hugh Rutledge a spus: „Am acordat în mod natural o atenție deosebită acestei chestiuni. În primul rând, pare probabil ca pioletul să marcheze locul unui accident fatal. Pentru motivele deja prezentate, niciun alpinist nu l-ar fi abandonat în mod deliberat pe lespedei...” „...prezența lui acolo ar părea să indice faptul că a fost scăpat accidental atunci când a avut loc o alunecare sau că proprietarul lui l-ar fi pus jos, în scopul de a avea ambele mâini libere pentru a ține frânghia.”
La a doua ascensiune pe vârf realizată de chinezi în 1975, alpinistul chinez Wang Hongbao a văzut corpul unui „englez mort” la altitudinea de 8.100 metri. Această veste a fost negată oficial de Asociația Chineză de Alpinism (CMA), dar un alpinist japonez care a auzit-o a transmis-o mai departe lui Tom Holzel, care a condus prima expediție de căutare a lui Mallory și Irvine în 1986, ce nu a avut succes din cauza vremii nefavorabile.
În 1999 a fost formată o nouă expediție de căutare, la inițiativa cercetătorului montan german Jochen Hemmleb și sub conducerea lui Eric Simonson. Simonson văzuse câteva butelii de oxigen foarte vechi lângă Prima Treaptă în timpul primei sale ascensiuni în vârf din 1991. Una dintre aceste butelii a fost regăsită în 1999 și s-a constatat că aparținea echipei Mallory - Irvine, dovedindu-se astfel că cei doi alpiniști urcaseră cel puțin până sub Prima Treaptă. Locul în care a fost găsită sugera, de asemenea, o viteză de urcare de aproximativ 85 m/h, un timp bun pentru această altitudine și indica faptul că echipamentele de oxigen funcționau perfect. Expediția a încercat, de asemenea, să reproducă poziția lui Odell atunci când i-a văzut pe Mallory și pe Irvine. Alpinistul Andy Politz a afirmat ulterior că el putea identifica în mod clar fiecare dintre cele trei trepte.
Cea mai remarcabilă descoperire a fost cadavrul lui George Leigh Mallory la o înălțime de 8.159 metri. Lipsa rănilor extreme indica faptul că el nu a căzut de la mare înălțime. Existența unor răni de frânghie la șold arăta că cei doi alpiniști erau legați unul de celălalt atunci când au căzut. Rănile suferite de Mallory făceau imposibilă coborârea sa de pe munte: avea piciorul drept aproape rupt și o gaură în frunte de mărimea unei mingi de golf. Piciorul său care nu era rupt se afla deasupra piciorului rupt, ca și cum ar fi încercat să-l protejeze. Neurochirurgul de la General Hospital dr. Elliot Schwamm consideră că rana de la frunte ar fi provocat cu siguranță pierderea cunoștinței. În apropierea corpului nu exista niciun echipament de oxigen, dar buteliile de oxigen ar fi fost goale până atunci și ar fi putut fi aruncate de la o altitudine mai mare pentru a reduce încărcătura. Mallory nu purta ochelari de zăpadă, deși o pereche se afla în vestă, ceea ce poate indica faptul că se întorcea noaptea. Cu toate acestea, o fotografie contemporană arată că avea două seturi de ochelari de protecție atunci când a început ascensiunea către vârf. Fotografia soției sale, Ruth, pe care intenționa să o pună pe vârf nu se afla în vestă. El a purtat fotografia de-a lungul întregii expediții, iar lipsa acesteia putea fi un semn că ar fi ajuns în vârf. De vreme ce aparatul său de fotografiat Kodak nu a fost găsit, nu există nicio dovadă a ascensiunii reușite în vârf.

## Speculația primei ascensiuni
Începând din 1924 și până în ziua de azi există zvonuri și supoziții potrivit cărora Mallory și Irvine au avut succes și astfel au fost primii oameni care au ajuns în vârful Muntelui Everest. Un contraargument este că flanelele, vestele și pantaloni aveau o calitate prea slabă. În 2006 Graham Hoyland a urcat la 6.400 m cu exact aceleași haine pe care le purta Mallory. El a spus că erau destul de practice și de confortabile.
Cu toate acestea, experul în termoreglare umană prof. George Havenith de la Loughborough University (Marea Britanie) a testat îmbrăcămintea purtată de Mallory în condiții diferite de vreme. Concluzia lui este următoarea: „Dacă viteza vântului creștea, o trăsătură comună a vremii de pe Everest, izolația îmbrăcămintei era suficientă doar pentru −10C [+14F]. Mallory nu ar fi supraviețuit la o astfel de deteriorare a condițiilor.”
Imaginea văzută de Odell prezintă un interes deosebit. Descrierea vizualizării lui Odell și cunoștințele actuale indică faptul că escaladarea de către Mallory în numai 5 minute a celei de-a Doua Trepte este puțin probabilă. Acest zid nu poate fi urcat atât de repede așa cum a descris Odell. Doar Prima și a Treia Treaptă pot fi urcate rapid. Odell a spus că se aflau la poalele piramidei vârfului, ceea ce contrazice poziția Primei Trepte, dar este puțin probabil că cei doi ar fi început ascensiunea destul de devreme pentru a ajunge la A Treia Treaptă până la ora 12:50 pm. Întrucât Prima Treaptă este departe de a Treia Treaptă, confuzia între ele nu este probabilă. Potrivit unei ipoteze Odell ar fi putut confunda câteva păsări ce zburau cu alpiniștii, așa cum i s-a întâmplat lui Eric Shipton în 1933.
Această speculație implică, de asemenea, teorii cu privire la escaladarea celei de-a Doua Trepte de către Mallory și Irvine. Òscar Cadiach a fost primul care a reușit să o escaladeze în 1985 și a evaluat-o ca făcând parte din clasa V+. Conrad Anker a condus un experiment pentru escaladarea treptei, fără a utiliza „scara chinezească” , deoarece echipamentul nu era instalat în anul 1924. În 1999 el nu a reușit să urce în întregime pe treaptă deoarece după ce a pus un picior, s-a pierdut singurul punct de sprijin disponibil al celui de-al doilea. La acea vreme el a evaluat gradul de dificultate al celei de-a Doua Trepte la 5,10 — peste capacitatea lui Mallory. În iunie 2007 Anker s-a întors ca membru al expediției pe Everest și, împreună cu Leo Houlding, a reușit să escaladeze cu succes A Doua Treaptă, după eliminarea „scării chinezești” (care a fost înlocuită mai târziu). Houlding evaluat urcarea la gradul de dificultate 5,9, adică în capacitatea estimată a lui Mallory. Theo Fritsche a urcat treapta în 2001 și a evaluat urcarea la gradul de dificultate V+.
Un argument împotriva pretenției ascensiunii reușite a vârfului este distanța mare dintre Tabăra VI și vârf. În mod normal, nu este posibil să se ajungă în vârf înainte de a se întuneca dacă s-a pornit pe lumina zilei. Abia în anul 1990 Ed Viesturs a fost capabil să ajungă în vârf de la o distanță echivalentă cu cea planificată de Mallory și Irvine. În plus, Viesturs cunoștea traseul, în timp ce pentru Mallory și Irvine el era total necunoscut. În cele din urmă, Irvine nu era un alpinist cu experiență și este considerat puțin probabil că Mallory și-ar fi pus prietenul într-un astfel de pericol sau ar fi încercat să ajungă în vârf fără să calculeze riscurile.
Încă nu se cunoaște cum și în ce loc exact cei doi alpiniști și-au pierdut viețile, deși cadavrul lui Mallory a fost găsit în 1999.
Alpiniștii moderni care urmează un traseu foarte similar își încep ascensiunea de la o tabără mai înaltă (8.300 m) în jurul miezului nopții pentru a evita riscul de a fi surprinși coborând de căderea nopții sau într-un adăpost foarte riscant de tip bivuac, fără protecția oferită de un cort. Ei folosesc, de asemenea, lampe pe cap în timpul întunericului, o tehnologie care nu a fost folosită de primii alpiniști britanici.